# Guttorm Sigurdsson al Norvegiei
Guttorm Sigurdsson - în vechea norvegiană: Guthormr Sigurðarson -  (n. 1199 – d. 11 august 1204, Trondheim, Norvegia) a fost regele Norvegiei din ianuarie până în august 1204, în timpul Războiului Civil norvegian. Ca nepot al regelui Sverre al Norvegiei, el a fost proclamat rege de către partidul Birkebeiner atunci când el avea doar patru ani. Aderarea sa la tron sub domnia efectivă a lui Haakon cel Nebun a dus la un alt conflict între grupurile Birkebeiner și Bagler, Bagler fiind susținuți militar de Valdemar al II-lea al Danemarcei.
Guttorm a fost fiul nelegitim al lui Sigurd Lavard și astfel, a fost nepotul regelui Sverre al Norvegiei. Identitatea mamei sale este necunoscută. După moartea regelui Sverre, acesta a fost succedat de fiul său mai mic, Haakon Sverresson. Haakon a domnit până la moartea sa, pe 1 ianuarie 1204. Haakon a urmat o politică de pace și reunificare între Birkebeiner și Bagler în timpul domniei sale de scurtă durată, dar după moartea sa, relațiile pașnice dintre cele două grupuri s-au prăbușit și au dus la o nouă fază a războaielor civile norvegiene. Grupul Birkebeiner a fost nemulțumit de politica lui Haakon de reconciliere cu grupul Bagler, iar după moartea sa, echilibrul de putere a lor a trecut imediat în fracțiunea lui Haakon cel Nebun.
A doua zi după moartea lui Haakon, Birkebeiner l-au desemnat Guttorm ca rege, la o reuniune la Hird, consultându-l pe episcopul Martin din Bergen. Nepotul lui Sverre, Haakon cel Nebun, a fost numit simultan rege și lider al armatei. Un alt nepot al lui Sverre, Peter Støyper, împreună cu Einar Kongsmåg, soțul fiicei lui Sverre, Cecilia, au fost numiți în calitate de gardieni ai lui Guttorm.
Numirea războinicului și avidului de putere Haakon cel Nebun în poziții cheie, a contribuit la conflicte în cadrul grupului Birkebeiner și a înrăutățit relațiile lor cu grupul Bagler. Atitudinea lui Haakon i-a dus pe Bagleri să creadă că nu mai erau șanse de pace cu Birkebeinerii. Prin urmare, Baglerii au călătorit în Danemarca și unindu-se cu Erling Stonewall, un pretins fiu al fostului rege Magnus Erlingsson, au încercat să-l proclame rege în 1203. Revolta lor a fost susținută în mod activ de către Valdemar al II-lea al Danemarcei, care a căutat să-și recâștige suzeranuitatea daneză veche din Viken, în Norvegia.
Valdemar a ajuns în Viken, în iunie, cu mai mult de 300 de nave, iar Erling a efectuat un proces a regelui în Tønsberg. La rândul său, regele danez i-a dat 35 de nave lui Erling și împreună cu Filip Simonsson (un alt rival Bagler), a jurat credință regelui Valdemar. Deși pretenția la tron al lui Filip a fost susținută atât de Valdemar cât și de biserică, în cele din urmă Baglerii l-au proclamat rege pe Erling și Filip a devenit Conte de Haugating și Borgarting, iar Bagler a preluat rapid controlul în Viken. Guttorm a fost la rândul său proclamat rege de Birkebeiner la Øyrating în Trondheim, în primăvară sau la începutul verii. În timp ce Haakon cel Nebun se afla în procesul de colectare a armatei pentru a lupta cu Baglerii, Guttorm s-a îmbolnăvit brusc și a murit pe 11 august. El a fost înmormântat la Catedrala Nidaros din Trondheim.